# Дубёнки (Богородский район)
Дубёнки — деревня в Богородском районе Нижегородской области. Входит в состав Алёшковского сельсовета.
Находится на правом берегу реки Оки. Расстоянии до Нижнего Новгорода — 35 км. Деревня Дубёнки располагается недалеко от федеральной трассы Р158 (Нижний Новгород-Саранск). Добраться до Дубёнок можно по автодороге регионального значения Р125 (Нижний Новгород-Навашино)
Рядом берёзовая роща. Почвы преимущественно серо-лесные и дерново-подзолистые, отличаются довольно высоким плодородием и при правильном использовании дают хорошие урожаи сельскохозяйственных культур.